# Karl Hofmeister
Karl Hofmeister (* 27. Juli 1886 in Laupheim; † 1972) war ein deutscher Verwaltungsjurist.

## Leben
Hofmeister wurde zum Doktor der Rechte (Dr. jur.) promoviert. Danach war er bis 1933 im Justizministerium Württemberg tätig. Nach Ende des Zweiten Weltkriegs war er von 1945 bis 1946 Ministerialrat im Finanzministerium Württemberg-Baden. 1946 wurde er zum Präsidenten des Rechnungshofs Württemberg-Hohenzollern ernannt. Zuletzt war er Präsident des Rechnungshofs Württemberg-Baden.
Er war seit dem Wintersemester 1905/1906 Mitglied der Studentenverbindung A.V. Igel Tübingen.

## Ehrungen
- 1952: Verdienstorden der Bundesrepublik Deutschland